# Исторический средневековый бой

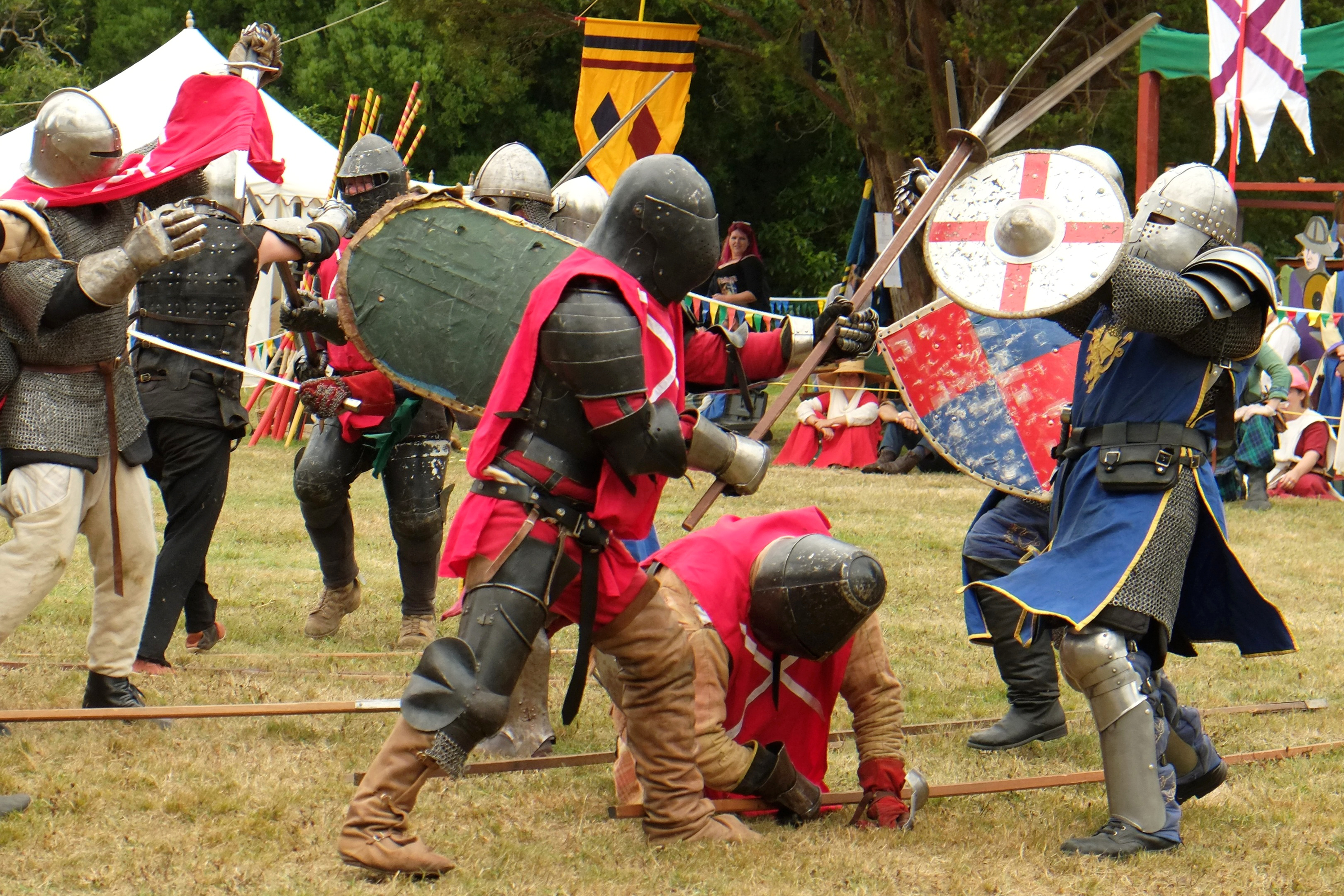
Бой участников 7th Harcourt Park World Invitational Jousting Tournament, Аппер-Хатт, Новая Зеландия

Исторический средневековый бой (ИСБ) — довольно молодой современный вид спорта, полноконтактные сражения с использованием защитного и наступательного вооружения, характерного для средневековья. ИСБ — это полноконтактное сражение на стальном незаточенном оружии. Бойцы облачены в полный доспех, который, как и оружие, сделан по историческим образцам. Удары наносятся в любые части тела (с учётом ограничений, зафиксированных в правилах), разрешены как ударные, так и борцовские приёмы.
В отличие от показательных сражений, часто проводящихся на фестивалях исторической реконструкции средневековья, бои идут в полный контакт, судятся спортивными арбитрами (маршалами), имеющими специальную подготовку и опыт участия в боях.
Исторический средневековый бой является спортивной составляющей исторической реконструкции средневековья. Бои между спортсменами обычно проводятся на фестивалях исторической реконструкции. Главным состязанием между бойцами, практикующими его, является «Битва Наций» - международный чемпионат по историческому средневековому бою.
Основная идея этой составляющей реконструкции — с одной стороны, максимальная соревновательная составляющая для участников, с другой — возможность проверить возможности исторического снаряжения в условиях, приближенных к настоящим боевым. Поэтому для участия в боях требуется соответствующее историческое снаряжение.
Для меньшего травматизма оружие изготавливается затупленным, а снаряжение перед началом боёв тщательно проверяется. Колющие приемы строго запрещены.
В отличие от исторического фехтования, исторический средневековый бой берёт очень много от современных видов единоборств, поскольку борцовская техника является его немаловажной составляющей, не только не запрещённой, но и обязательной.

## История

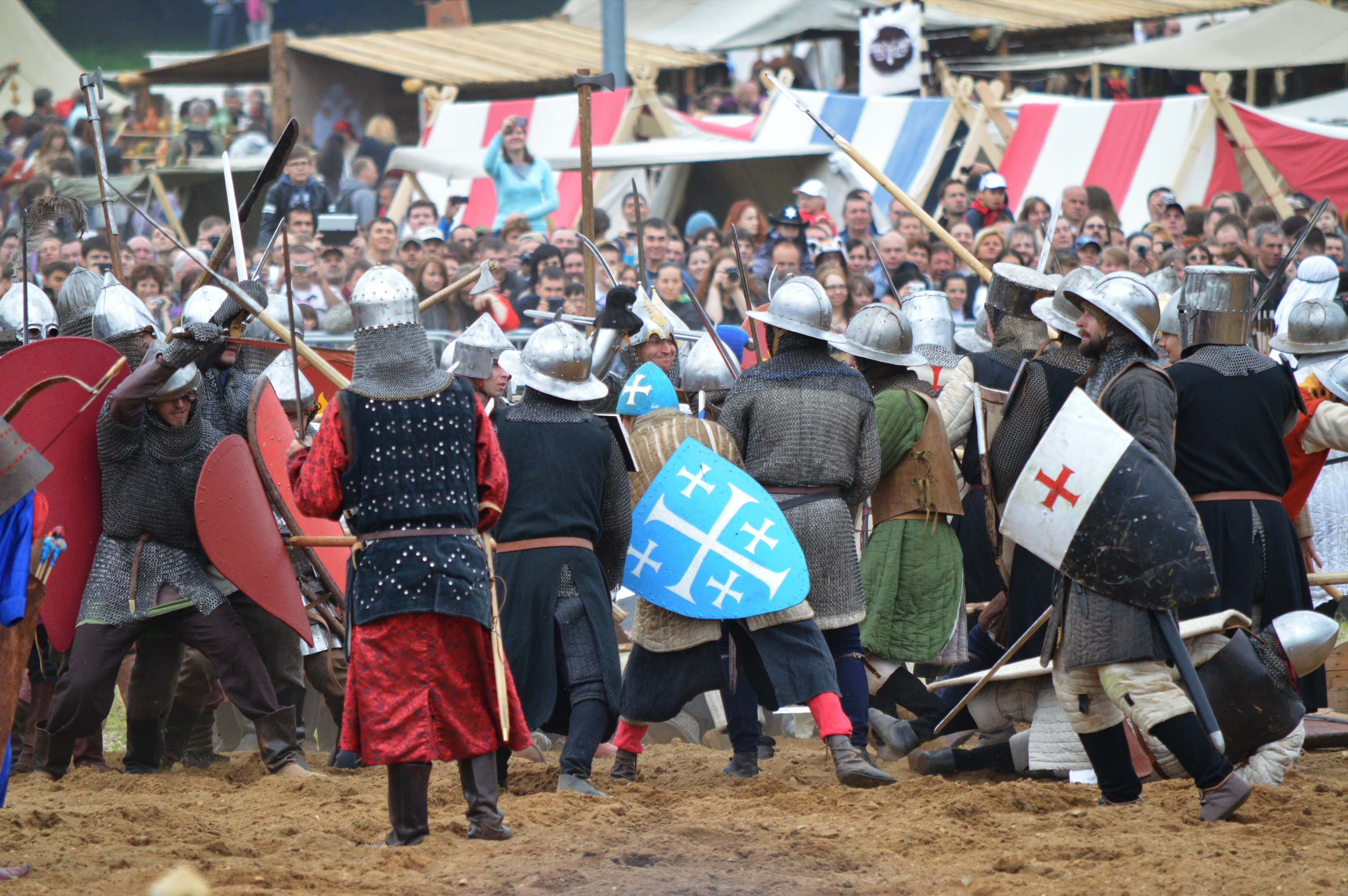
Фестиваль исторической реконструкции "Времена и эпохи" в Коломенском, 2013 год

Исторический средневековый бой ведёт свой отсчёт от первых масштабных сражений на стальном оружии, которые проводились в России в конце 1990-х— начале 2000 годов, в то время, когда в остальных странах бывшего СНГ сражались ещё только на деревянных и текстолитовых макетах. Примером может служить фестиваль «Железный град» в Изборске, где проходили бугурты с участием сотен бойцов.
Турниры по историческому средневековому бою постепенно начали проводиться и в соседних государствах, России, Белоруссии и Украине, а вот в европейские страны начал просачиваться не сразу. Первые эксперименты прошли в Польше, и именно представители этой страны первыми из европейцев приехали на «Битву Наций» в 2010 году на Украине (Хотинская крепость).
Сегодня исторический средневековый бой так или иначе практикуется уже на всех континентах.

## Соревновательные номинации
Исторический средневековый бой, как и любой другой вид спорта делится на номинации. Все номинации можно условно разделить на командные и дуэльные номинации.

### Дуэльные номинации
Одиночные номинации, они же бои «1 на 1» в свою очередь разделяются на турниры и профессиональные поединки.

#### Турниры
Турниры(дуэли) проходят на очки/попадания, то есть один соперник другому должен нанести определенное количество очков (обычно 10) или максимальное количество очков за определенное время (2-3 минуты). Турниры в свою очередь подразделяются на:
- «щит-меч» (воины сражаются друг с другом, имея в руках щит и меч)
- «меч-баклер» (воины сражаются друг с другом, имея в руках меч и маленький круглый щит «баклер»)
- «меч-меч» (у каждого воина лишь одноручный меч, щита нет)
- «полуторный меч» (у бойцов в руках полуторные мечи)
- «нестандарт» (оружие, которое не подпадает под первые две категории — бои на алебардах, двуручных топорах, двуручных мечах и т. п.).

Существует также номинация под названием «триатлон»: три раунда с разным оружием, первый — «полуторный меч», второй — «меч-баклер», третий — «щит-меч».

#### Профессиональные поединки
Второй «одиночной» номинацией ИСБ являются профессиональные поединки.
Бой проходит в формате «три раунда по три минуты». По правилам разрешены любые виды ударной техники (кроме уколов — уколы запрещены в ИСБ, в общем, в любой номинации) в любые части тела, исключения составляют шея, задняя часть колена, область паха, глаза, стопы, и затылок, если противник наклонен. Всё остальное, вплоть до борьбы (включая партер до 3 секунд без активных действий соперников) разрешено.

### Массовые номинации
- «5 на 5»
- «21 на 21»
- бугурты

В массовых боях правила немного отличаются. Зоны поражения те же, но выигрывает тот, кто просто остался на ногах, попадания не подсчитываются.
Бои состоят из 3 сходов и идут до 2 побед. При перевесе одной из команд по бойцам более, чем 3 к 1, бой останавливается досрочно.
Помимо этих номинаций существуют другие, например «2 на 2» (бой проходит в режиме «все против всех» — на одном поле встречается сразу несколько «двоек» бойцов и побеждает та двойка, из которой хотя бы один боец остался на ногах), «10 на 10», и другие. Номинации в ИСБ часто могут создаваться под конкретный фестиваль, с учётом его целей и особых требований историчности проведения.
Весовые категории отсутствуют, т.е. строго говоря, имеется абсолютная весовая категория.

### Женские категории
Женщины участвуют во всех одиночных категориях ИСБ.
Групповые женские категории вводятся по мере появления представительных женских сборных соответствующих стран. Например, если на Battle of the Nations 2017 имелась женская массовая категория «3 на 3», то уже на Battle of the Nations 2018 с ростом представительства она преобразована в стандартную  «5 на 5».

### HMB Soft
Дисциплина «HMB Soft» является самобытной, уникальной, объединяет в себе все составляющие, присущие любой спортивной дисциплине. Представляет собой единоборство спортсменов, применяющих безопасное (мягкое) спортивное снаряжение, представленное спортивным мечом и спортивным щитом. По дисциплине «HMB Soft» проводятся личные и командные соревнования.
Личные соревнования проводятся раздельно в мужской и женской категориях с разделением участников на возрастные группы 12-13 лет, 14-15 лет, 16-17 лет. В командных соревнованиях спортсмены проводят соревновательные поединки с соперниками из противоположной команды своей категории. Состав и число спортсменов в команде определяется Положением о соревнованиях.

## Тренировки и подготовка бойцов

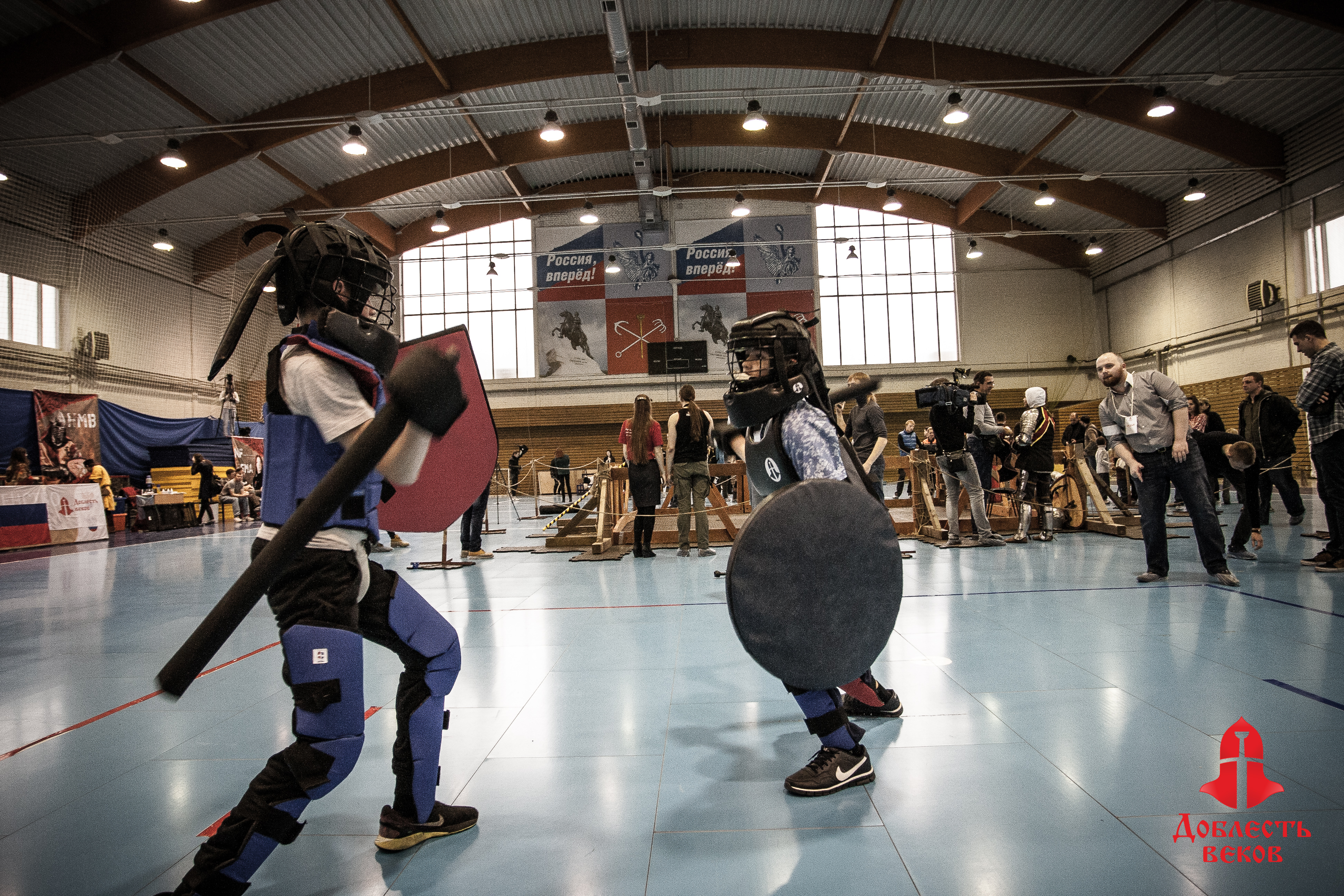
Тренировка

Тренировки проходят согласно самым эффективным современным методикам подготовки бойца в единоборствах. Бойцы ИСБ занимаются кроссфитом (потому что бой в доспехах весом в тридцать килограмм требует как очень высоких показателей по силе, так и по выносливости и координации движений с учётом дополнительного веса обмундирования), смежными единоборствами (вольной борьбой, самбо, муай-тай, ММА и др.), бегают и т. д. и т. п. Бойцы достаточно часто используют наработки других контактных единоборств в своей тренировочной практике, например, круговые тренировки из бокса.

## Правила
Существуют Единые международные правила проведения таких боёв. Они запрещают ряд особенно травмоопасных приёмов, а также регламентируют допуск бойцов и их вооружения с тем, чтобы соблюсти историческую достоверность снаряжения, а также исключить серьезные травмы. Ввиду того, что в разных странах правила проведения боев в ИСБ существенно отличались, первые общепринятые правила были разработаны специально для проведения чемпионата мира по историческому средневековому бою «Битва Наций». При этом на отдельно взятом локальном турнире правила все равно могут отличаться (к примеру могут быть запрещены удары в определённые зоны: ниже колена, в колено и т. п.), но международные рейтинговые мероприятия проводятся согласно принятым международным правилам исторического средневекового боя.